# Багатозначна залежність
В теорії баз даних, багатозначна залежність — повне обмеження між двома множинами атрибутів у відношенні.
На відміну від функціональної залежності, багатозначна залежність вимагає наявність певних кортежів у відношенні. Отже, багатозначна залежність це особливий випадок кортеж-твірної залежності. Поняття багатозначної залежності використовується при визначенні четвертої нормальної форми.

## Формальне визначення
Формальне визначення наступне. 

Нехай {\displaystyle R} схема відношення і нехай {\displaystyle \alpha \subseteq R} і {\displaystyle \beta \subseteq R} (підмножини). Багатозначна залежність

{\displaystyle \alpha \twoheadrightarrow \beta }

(що можна прочитати як {\displaystyle \alpha } багатовизначає {\displaystyle \beta }) виконується на {\displaystyle R} якщо, в будь-якому допустимому віднощенні {\displaystyle r(R)}, для всіх пар кортежів {\displaystyle t_{1}} і {\displaystyle t_{2}} в {\displaystyle r} таких, що {\displaystyle t_{1}[\alpha ]=t_{2}[\alpha ]}, існують кортежі {\displaystyle t_{3}} і {\displaystyle t_{4}} в {\displaystyle r} такі, що 

{\displaystyle t_{1}[\alpha ]=t_{2}[\alpha ]=t_{3}[\alpha ]=t_{4}[\alpha ]}

{\displaystyle t_{3}[\beta ]=t_{1}[\beta ]}

{\displaystyle t_{3}[R-\beta ]=t_{2}[R-\beta ]}

{\displaystyle t_{4}[\beta ]=t_{2}[\beta ]}

{\displaystyle t_{4}[R-\beta ]=t_{1}[R-\beta ]}

Простіше попередні умови можна виразити так: якщо ми позначимо {\displaystyle (x,y,z)} кортеж із значеннями для {\displaystyle \alpha ,} {\displaystyle \beta ,} {\displaystyle R-\alpha -\beta } рівними {\displaystyle x,} {\displaystyle y,} {\displaystyle z,} відповідно тоді, коли кортежі {\displaystyle (a,b,c)} і {\displaystyle (a,d,e)} існують в {\displaystyle r}, кортежі {\displaystyle (a,b,e)} і {\displaystyle (a,d,c)} мають також існувати в {\displaystyle r}.

## Приклад
Уявімо такий приклад бази даних курсів, книжки рекомендовані для кожного курсу, викладачі, які читають курс:
| Курс      | Книга       | Викладач     |
| --------- | ----------- | ------------ |
| МатАн     | Фіхтенгольц | Паламарчук Д |
| МатАн     | Пасічник    | Сироватка І  |
| МатАн     | Фіхтенгольц | Сироватка І  |
| МатАн     | Пасічник    | Паламарчук Д |
| МатАн     | Фіхтенгольц | Негода В     |
| МатАн     | Пасічник    | Негода В     |
| Дискретка | Нікольський | Паламарчук Д |
| Дискретка | Нікольський | Сироватка І  |

Через те, що викладачі прикріплені до курсу і книги прикріплені до курсу незалежні між собою, такий дизайн бази даних містить багатозначну залежність; якщо б нам довелось додати книгу до курсу МатАн, ми мали б по одному запису для кожного викладача цього кусу і навпаки, це і є повна залежність.
Скажемо формально, тут присутні дві багатозначні залежності: {курс} {\displaystyle \twoheadrightarrow } {книга} і тотожно {курс} {\displaystyle \twoheadrightarrow } {викладач}.
Бази даних з багатозначними залежностіми виявляють надлишковість. При нормалізації баз даних, четверта нормальна форма вимагає, щоб або кожна багатозначна залежність X {\displaystyle \twoheadrightarrow } Y, була тривіальною залежністю, або для кожної нетривіальної багатозначної залежності X {\displaystyle \twoheadrightarrow } Y, X — суперключ.
Оптимальним розв'язком проблеми буде декомпозиція відношення на два із заголовками {Курс , Книга} и {Курс , Викладач}. Така декомпозиція буде знаходитися в 4НФ. Допустимість декомпозиції встановлює теорема Феджина.

## Цікаві властивості
- Якщо {\displaystyle \alpha \twoheadrightarrow \beta }, тоді {\displaystyle \alpha \twoheadrightarrow R-\beta } (див. лему Феджина)
- Якщо {\displaystyle \alpha \twoheadrightarrow \beta } i {\displaystyle \gamma \subseteq \delta }, тоді {\displaystyle \alpha \delta \twoheadrightarrow \beta \gamma }
- Якщо {\displaystyle \alpha \twoheadrightarrow \beta } i {\displaystyle \beta \twoheadrightarrow \gamma }, тоді {\displaystyle \alpha \twoheadrightarrow \gamma -\beta }

Наступні також залучають функціональну залежність:
- Якщо {\displaystyle \alpha \rightarrow \beta }, тоді {\displaystyle \alpha \twoheadrightarrow \beta }
- Якщо {\displaystyle \alpha \twoheadrightarrow \beta } i {\displaystyle \beta \rightarrow \gamma }, тоді {\displaystyle \alpha \rightarrow \gamma -\beta }

## Застосування

### Декомпозиція відношень

#### Лема Фейджина
У відношенні  {\displaystyle r\left(A,B,C\right)} виконується багатозначна залежність {\displaystyle A\twoheadrightarrow B} тоді і тільки тоді, коли виконується {\displaystyle A\twoheadrightarrow C}. 

#### Теорема Фейджина
Хай дане відношення {\displaystyle r\left(A,B,C\right)}. Відношення {\displaystyle r} дорівнює поєднанню його проєкцій {\displaystyle r\left[A,B\right]} і {\displaystyle r\left[A,C\right]} тоді і тільки тоді, коли для відношення {\displaystyle r} виконується нетривіальна багатозначна залежність {\displaystyle A\twoheadrightarrow B|C}.
{\displaystyle \left(r\left(A,B,C\right)=r\left[A,B\right]\ {\text{JOIN}}\ r\left[A,C\right]\right)\Leftrightarrow \left(A\twoheadrightarrow B|C\right)}
Ця теорема є суворішою версією теореми Хіта.

## Визначення
повне обмеження (англ. full constraint): 
Це обмеження, що виражає що-небудь про всі атрибути в базі даних (на відміну від вбудованого обмеження (англ. embedded constraint)). Те, що багатозначні залежності є повними обмеженнями випливає з його визначення, оскільки воно стверджує дещо про атрибути {\displaystyle R-\beta }.
кортеж-твірна залежність (англ. tuple-generating dependency): 
Залежність, що явно вимагає присутність певних кортежів у відношенні.
Наприклад, розглянемо такі відношення: {\displaystyle ENROLLS(studentId,name,course),} {\displaystyle PERFORM(studentId,course,grade).}
І таке обмеження цілісності: кожен студент, що бере участь в якомусь курсі отримує оцінку. Це приклад залежності включення (англ. inclusion dependency); позначимо її як {\displaystyle ENROLLS[studentId,course]\subseteq PERFORM[studentId,course].}
Тотожною до нашого обмеження цілісності формулою реляційного числення буде:
{\displaystyle \forall x,y,z(ENROLLS(x,y,z))\rightarrow \exists wPERFORM(x,z,w))}, що є прикладом кортеж-твірної залежності.
тривіальна багатозначна залежність 1 (англ. trivial multivalued dependency): 
Багатозначна залежність, що залучає всі атрибути відношення, тобто {\displaystyle R=\alpha \cup \beta }. Тривіальна багатозначна залежність означає, що для кортежів {\displaystyle t_{1}} і {\displaystyle t_{2}}, кортежі {\displaystyle t_{3}} і {\displaystyle t_{4}} дорівнюють {\displaystyle t_{1}} і {\displaystyle t_{2}}.
тривіальна багатозначна залежність 2
Багатозначна залежність для якої {\displaystyle \beta \subseteq \alpha }.